# 小行星6343
小行星6343（英語：6343）是一颗围绕太阳公转的小行星。1993年11月7日，上田清二、金田宏在钏路市发现了此天体。
这颗小行星的绝对星等为27.48075454987274等。